# Ali al-Ridha
'Alī ibn Mūsā al-Riḍā (în arabă علي بن موسى الرضا) (cunoscut și ca Ali al-Ridha, Ali Rezā sau Ali Rizā) (n. 29 decembrie 765 – d. 23 august 818) a fost un imam șiit.
A aparținut celei de-al șaptea generații de descendenți ai lui Mahomed și a celei de-a opta din cadrul Celor doisprezece imami.
I s-a mai dat și numele ‘Alī ibn Mūsā ibn Ja‘far.
A fost al șaptelea fiu al imamului Musa al-Kazim.
A avut un singur fiu, care i-a fost și succesor și anume Mohammad-Taqi al-Jawad.